# Каролінкі
Каролінкі (пол. Karolinki) — село в Польщі, у гміні Мейська Ґурка Равицького повіту Великопольського воєводства.
Населення — 244 особи (2011).
У 1975-1998 роках село належало до Лешненського воєводства.

## Демографія
Демографічна структура станом на 31 березня 2011 року:
|          | Загалом | Допрацездатний вік | Працездатний вік | Постпрацездатний вік |
| -------- | ------- | ------------------ | ---------------- | -------------------- |
| Чоловіки | 136     | 30                 | 93               | 13                   |
| Жінки    | 108     | 27                 | 61               | 20                   |
| Разом    | 244     | 57                 | 154              | 33                   |